# Patrick Galbraith
Patrick Galbraith (født 11. marts 1986 i Haderslev) er en dansk ishockeymålmand som til dagligt spiller i Metal Ligaen for SønderjyskE.
Patrick Galbraith har været førstemålmand på det danske landshold i en periode. A-VM i Canada i 2008 var en stor oplevelse for Patrick, da hans far George Galbraith er canadier.
Patrick Galbraith blev dansk mester med SønderjyskE i sæsonen 2005-06, og vandt bronze med SønderjyskE i sæsonen 2007-08.
Han har tidligere spillet i Nordamerika i sæsonen 2006-07 for klubben New Hampshire Jr. Monarchs og i sæsonen 2002-03 var han i klubben Port Carling Thunder,
Patrick Galbraiths lillebror Daniel Galbraith spiller for SønderjyskE efter tilbagevenden fra svensk hockey i 2011, hvor han dog aldrig slog igennem.